# Коледж технічного університету "Лумінус"
Коледж Аль-Кудс у Йорданії заснований у 1983 році та є частиною Luminus Education Group. Коледж Аль-Кудс — це приватний громадський коледж, який пропонує професійні дворічні дипломні програми за шістьма напрямками. Усі його програми акредитовані Міністерством вищої освіти та наукових досліджень через Університет Аль Балка. На сьогодні понад 25 000 студентів закінчили коледж Аль-Кудс. Нинішня кількість студентів коледжу становить близько 2500 студентів. Luminus Education веде переговори з міжнародними освітніми партнерами щодо посилення програм коледжу Аль-Кудс і надання викладачам і програмам сертифікації, які розроблені у співпраці з індустрією в Йорданії, підвищуючи рівень навчання до найкращих міжнародних стандартів. Аль-Кудс також надає місцеві акредитовані програми розвитку кар'єри (4–9 місяців) для осіб, які не закінчили середню школу або бажають змінити кар'єру. Усі його тренери/фасилітатори є представниками галузі та пропонують як теоретичні, так і практичні знання. Після закінчення курсу слухачі мають можливість скласти міжнародні іспити в центрі тестування Pro-metric і отримати сертифікати про проходження.

## Дипломні програми
- Медична допомога
- Інженерні дослідження
- Фінансові дослідження
- Адміністративні дослідження
- Інформаційні технології
- Прикладне мистецтво
- Готельний менеджмент
- Туризм
- Продажі та менеджмент
- Роздрібний менеджмент
- Управління людськими ресурсами
- Управління офісними системами

Програми сертифіковані Міністерством вищої освіти через університет Аль-Балка.

## Навчальний центр
Заснована в 1999 році, Arcana надає міжнародно сертифіковані програми навчання менеджменту та ІТ для корпорацій і державних організацій. Arcana також є авторизованим центром тестування Pro-metric.

## Міжнародні проєкти
Коледж Аль-Кудс працює над кількома проєктами. Деякі з них фінансуються та підтримуються Агентством США з міжнародного розвитку через систему вищої освіти для розвитку, включаючи два різні проєкти з двома різними штатами, Айовою та Мічиганом.

### Розширення економічних можливостей через підприємництво
Коледж Al Quds співпрацює з громадськими коледжами Східної Айови у штаті Айова, щоб розвинути підприємницьку підготовку для кар'єри та технічної підготовки студентів з метою обміну знаннями та розширення досвіду студентів шляхом обміну візитами, які включають студентів і викладачів. Партнери розробляють і впроваджують навчальну програму підприємництва для студентів професійної та технічної освіти, а також модульну програму сертифікатів підприємництва для існуючих малих і середніх підприємств.

### Інтеграція підприємництва у громадські коледжі в інкубацію
Інтеграція підприємництва громадського коледжу в інкубацію: Коледж Аль-Кудс спільно з Washtenaw Community College та Інститутом Вільяма Девідсона Мічиганського університету створили бізнес-інкубатор на території Аль-Кудс, щоб допомогти місцевій громаді та студентам Коледжу Аль-Кудс розпочати власну справу прямо з коледжу та до закінчення навчання. Орендарі інкубатора обираються після проходження простого процесу, який включає проходження курсу «Побудуй свій бізнес» (BYB), участь у конкурсі швидких презентацій і представлення бізнес-моделі Canvas, найкращі орендарі будуть відібрані та інкубовані. Бізнес-інкубатор Аль-Кудс пропонує різні послуги, зокрема: наставництво, навчання, круглі столи та зв'язки з організаціями як приватного, так і державного сектору.

## Фотогалерея

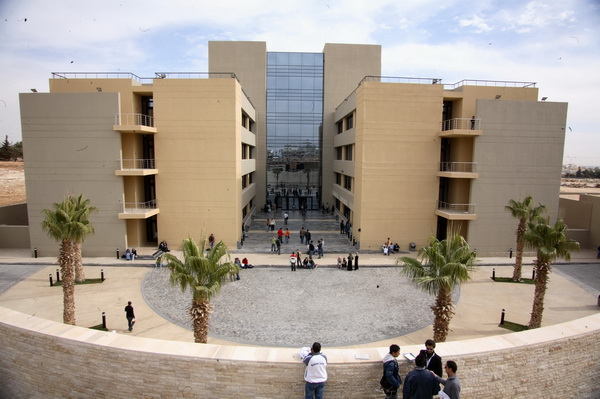
Вигляд будівель коледжу
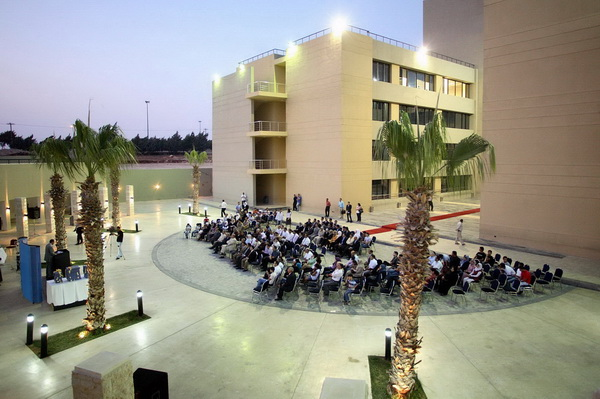
Вид на будівлю зі студентами
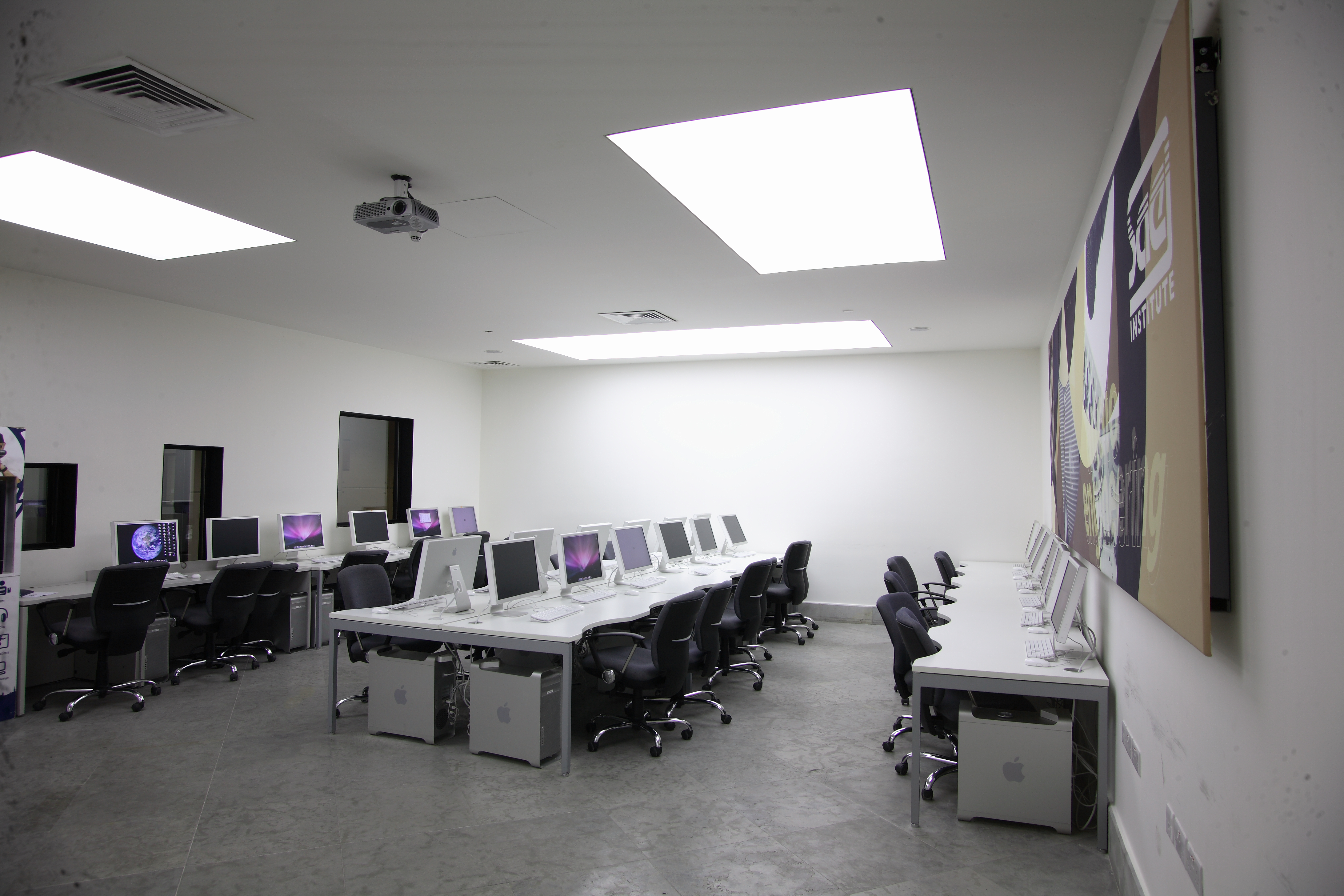
Комп'ютерні лабораторії коледжу
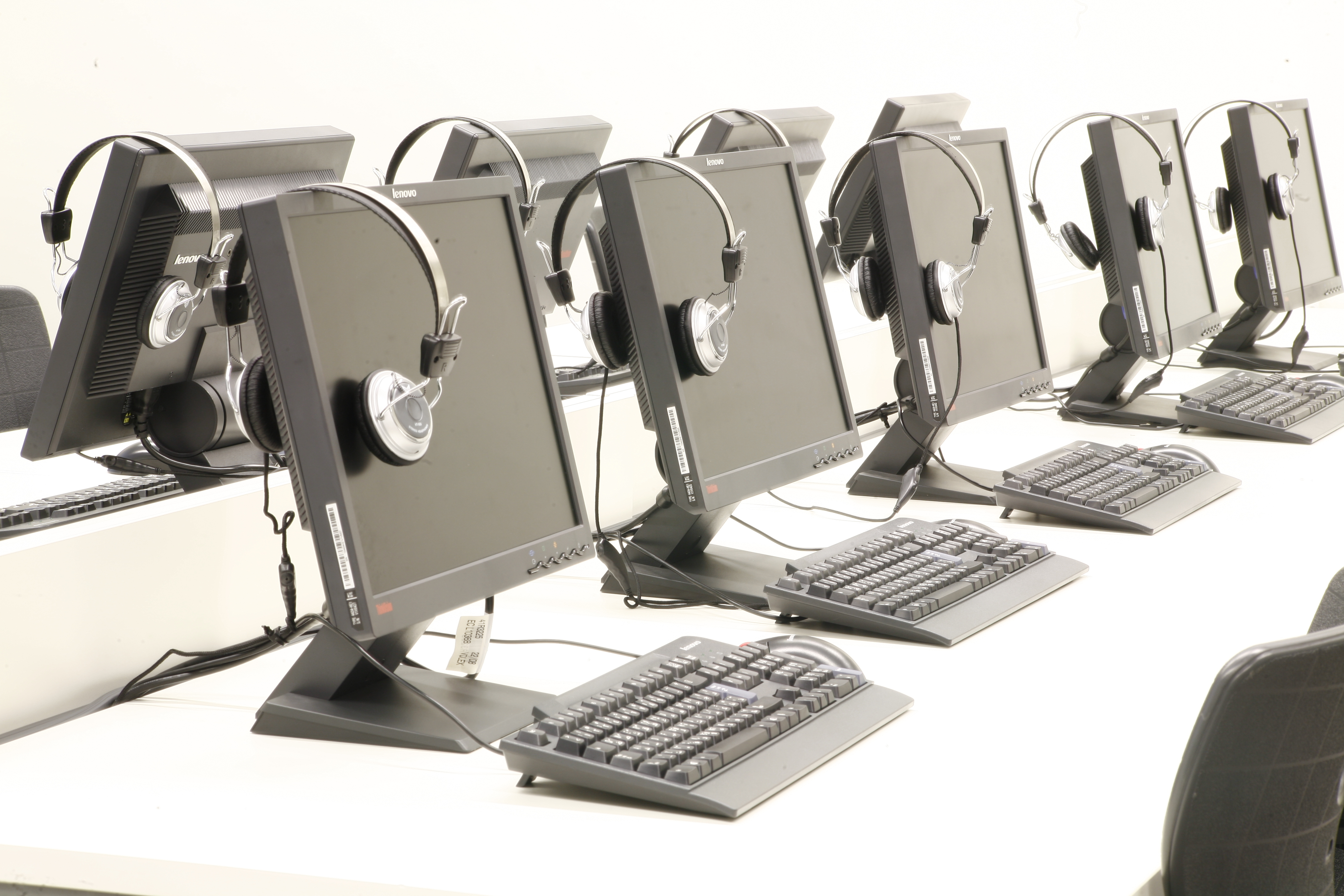
Робочі столи бібліотеки
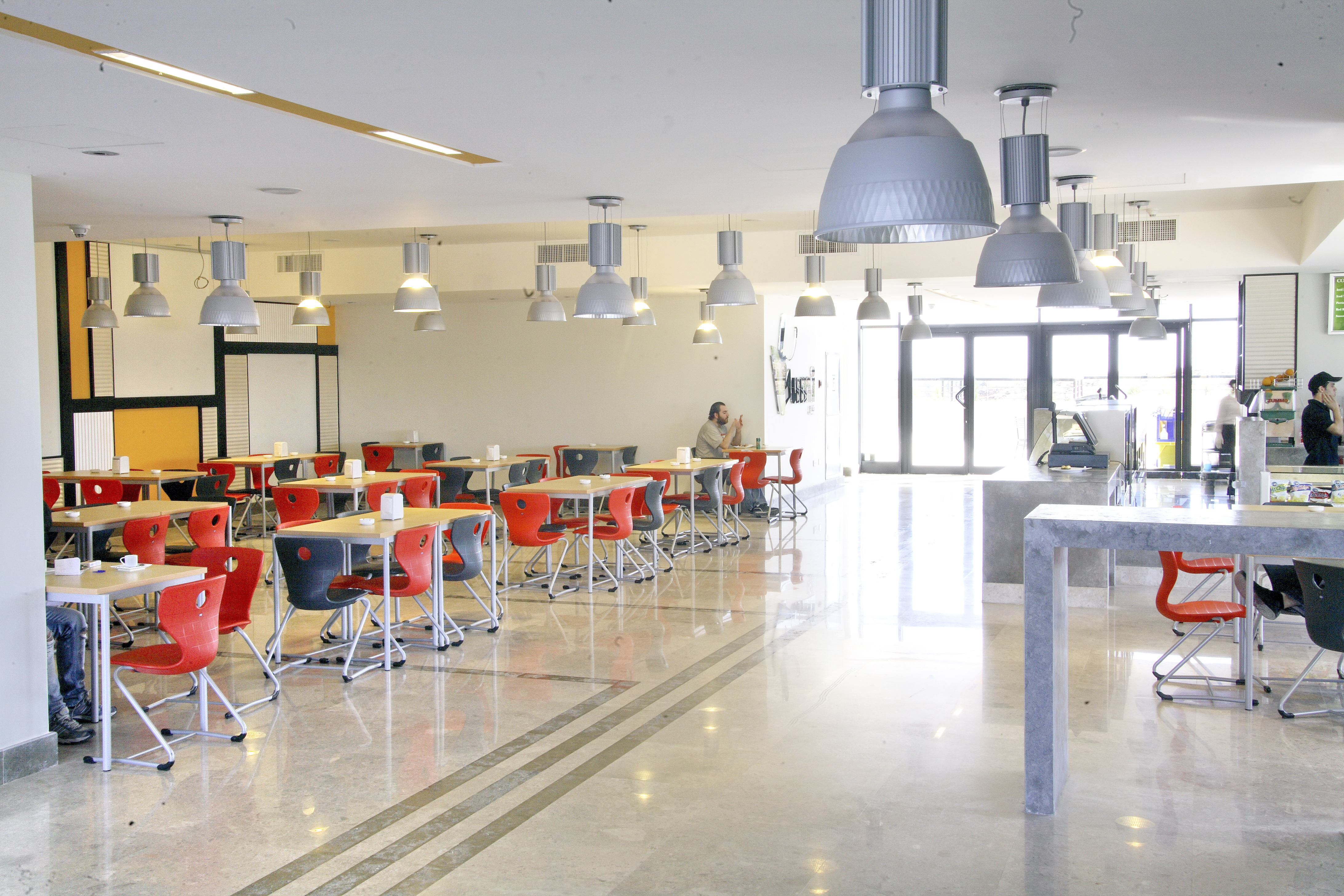
Кафетерій для студентів і персоналу
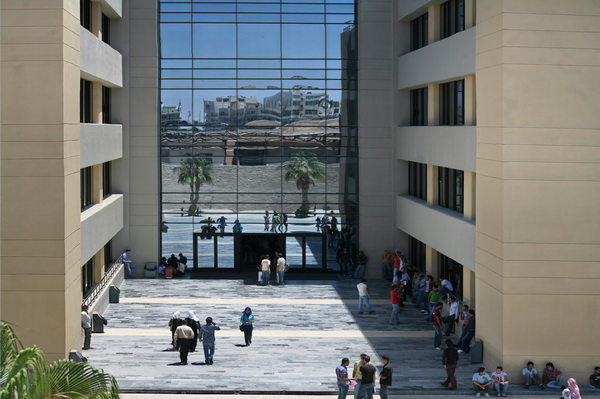
Знімок коледжу
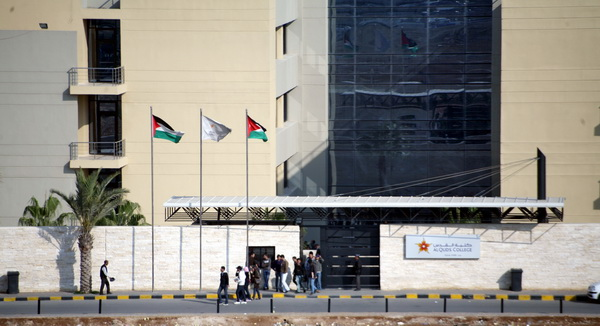
Будівлі
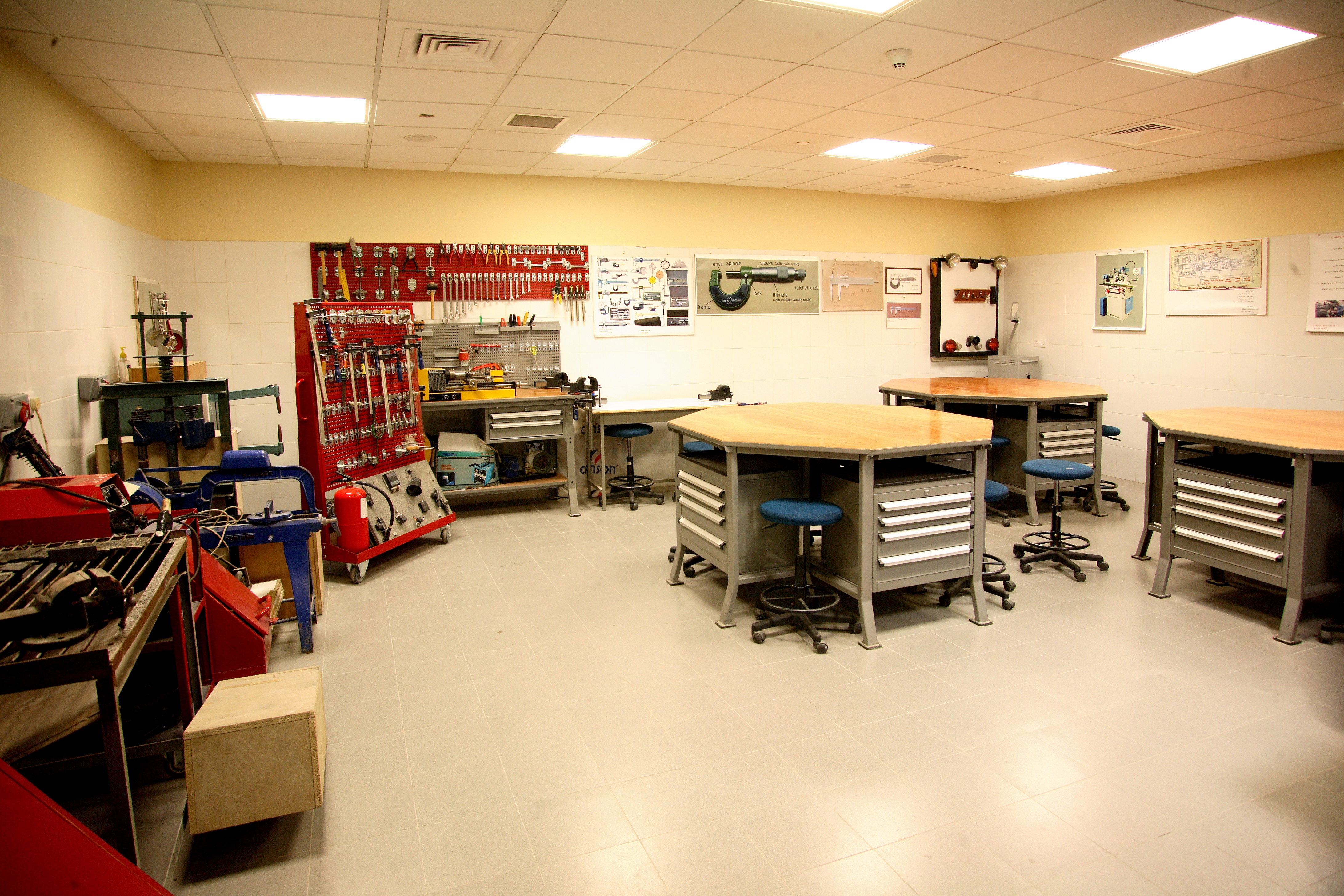
Практичні заняття для студентів
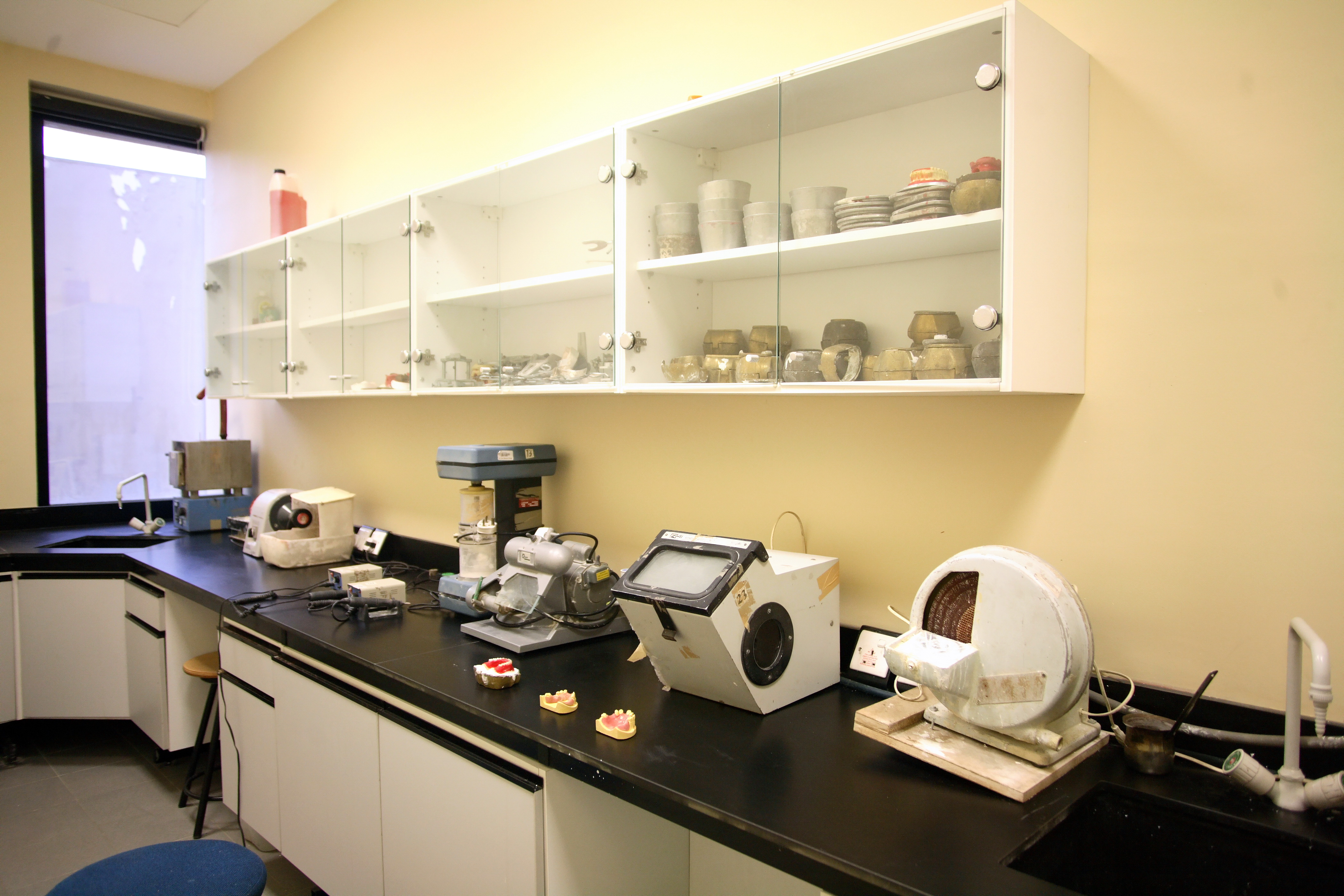
Студентські лабораторії
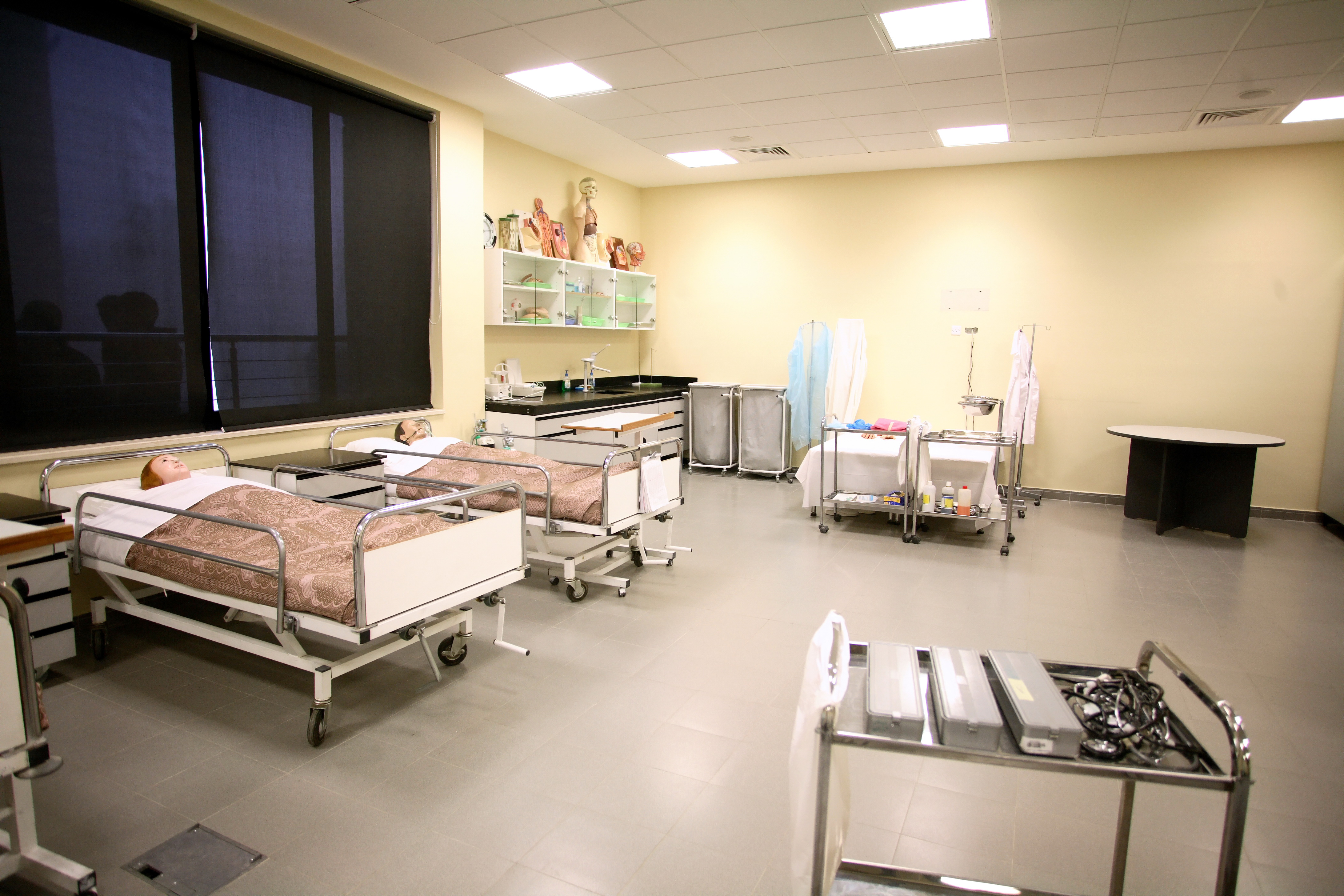
Практична підготовка студентів
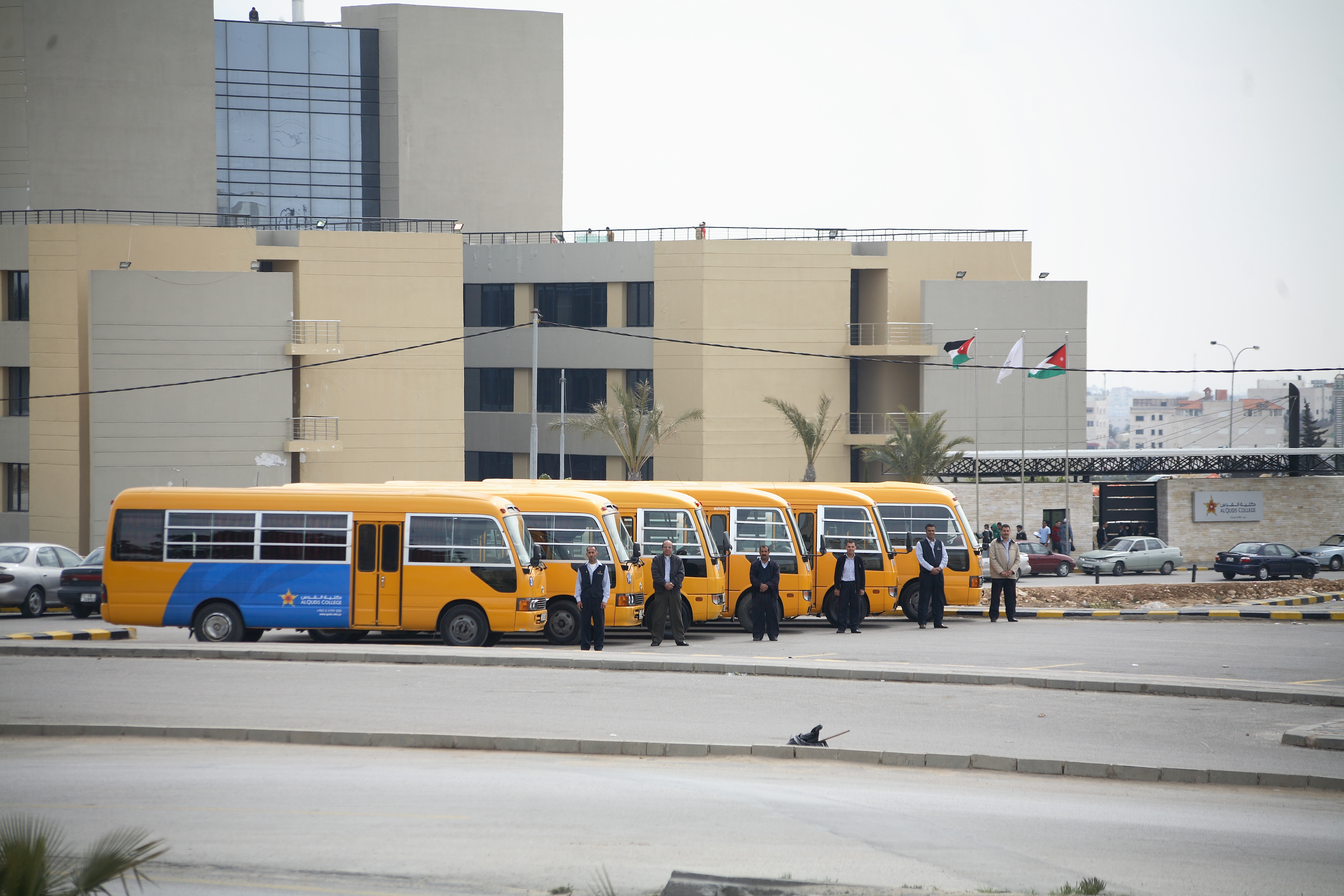
Для студентів та співробітників закладу забезпечено підвезення